# Баницька сільська рада
Ба́ницька сільська́ ра́да — колишній орган місцевого самоврядування у Глухівському районі Сумської області. Адміністративний центр — село Баничі.

## Загальні відомості
- Населення ради: 1 823 особи (станом на 2001 рік)

## Населені пункти
Сільській раді були підпорядковані населені пункти:
- с. Баничі
- с. Будища
- с. Мацкове

### Колишні населені пункти
- с. Петропавлівська Слобода, зняте з обліку 16 серпня 2013 року

## Склад ради
Рада складалася з 16 депутатів та голови.
- Голова ради: Баклан Сергій Олексійович
- Секретар ради: Зенченко Іван Гордійович

### Керівний склад попередніх скликань
| Прізвище, ім'я, по батькові | Основні відомості                                                         | Дата обрання | Дата звільнення |
| --------------------------- | ------------------------------------------------------------------------- | ------------ | --------------- |
| Біркос Любов Петрівна       | Сільський голова, 1952 року народження, позапартійна                      | 26.03.2006   | 19.11.2009      |
| Баклан Сергій Олександрович | Сільський голова, 1962 року народження, безпартійний                      | 20.06.2010   | 31.10.2010      |
| Баклан Сергій Олексійович   | Сільський голова, 1962 року народження, освіта вища, член Партії регіонів | 31.10.2010   |                 |

Примітка: таблиця складена за даними сайту Верховної Ради України